# Графіки зрушення та деформацій
Графіки зрушення та деформацій (рос. графики сдвижений и деформаций, англ. graphs of displacements and deformations, нім. Kurven f pl der Bewegungen f pl und Deformationen f pl der Erdoberfläche f) — лінії, які зображують у певному масштабі розподіл величин зрушень і деформації земної поверхні або гірських порід на профільній лінії. Розрізняють графіки вертикального зрушення — осідання, горизонтального зрушення — горизонтальних деформацій — стисків та розтягів, графіки швидкостей зрушень.